# Forat de la capa d'ozó

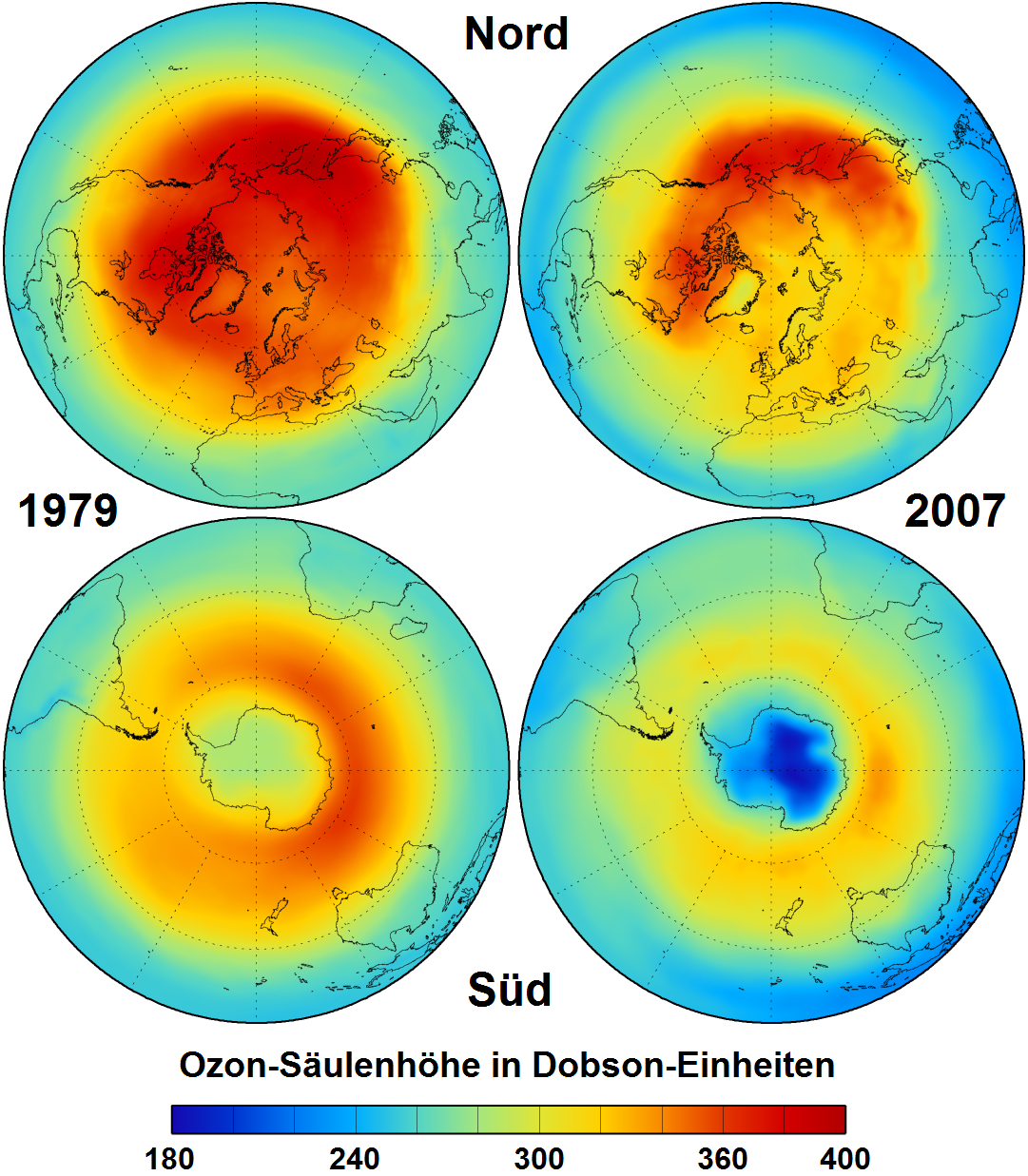
Concentració d'ozó (en vermell l'alta, i en blau la baixa) als hemisferis nord (a dalt) i sud (a baix), l'any 1979 (esquerra) i 2007 (dreta).

El forat de la capa d'ozó és un efecte de la contaminació atmosfèrica de la Terra que consisteix a una disminució d'ozó a l'estratosfera (capa alta de l'atmosfera) suposadament a causa de l'emissió a l'aire per part de les persones de substàncies que reaccionen i minven l'ozó. La teoria més encertada fins a l'actualitat és que la disminució de l'ozó de l'estratosfera és deguda a l'augment de clor a l'atmosfera, que es combina amb l'ozó i el destrueix. Els compostos clorats es fa servir com a propel·lent d'alguns aerosols (laques, insecticides, escumes d'afaitar), en els fluids refrigerants dels frigorífics i aparells d'aire condicionat (freons) i en els aïllants. Els compostos del clor poden restar a l'atmosfera durant més de cent anys. Actualment, hi ha un acord per deixar d'utilitzar aquests compostos i substituir-los per d'altres que no afectin la capa d'ozó. El Protocol de Montreal, creat el 1987, es va proposar eliminar progressivament els clorofluorocarbonis (CFC), i en les dècades posteriors es va produir una reducció important de la mida del forat. Altres teories sostenien que la disminució d'ozó és un fenomen meteorològic natural, i que en realitat aquest només augmenta o disminueix amb estacionalitat.
L'octubre del 2023 es va detectar un dels forats més grans coneguts degut, segons la teoria més acceptada, a l'erupció del volcà Hunga Tonga el gener de 2022, que va injectar una gran quantitat de vapor d'aigua que va arribar a les regions del Pol sud després del tancament de la capa d'ozó l'octubre del 2022.

## Ozonosfera

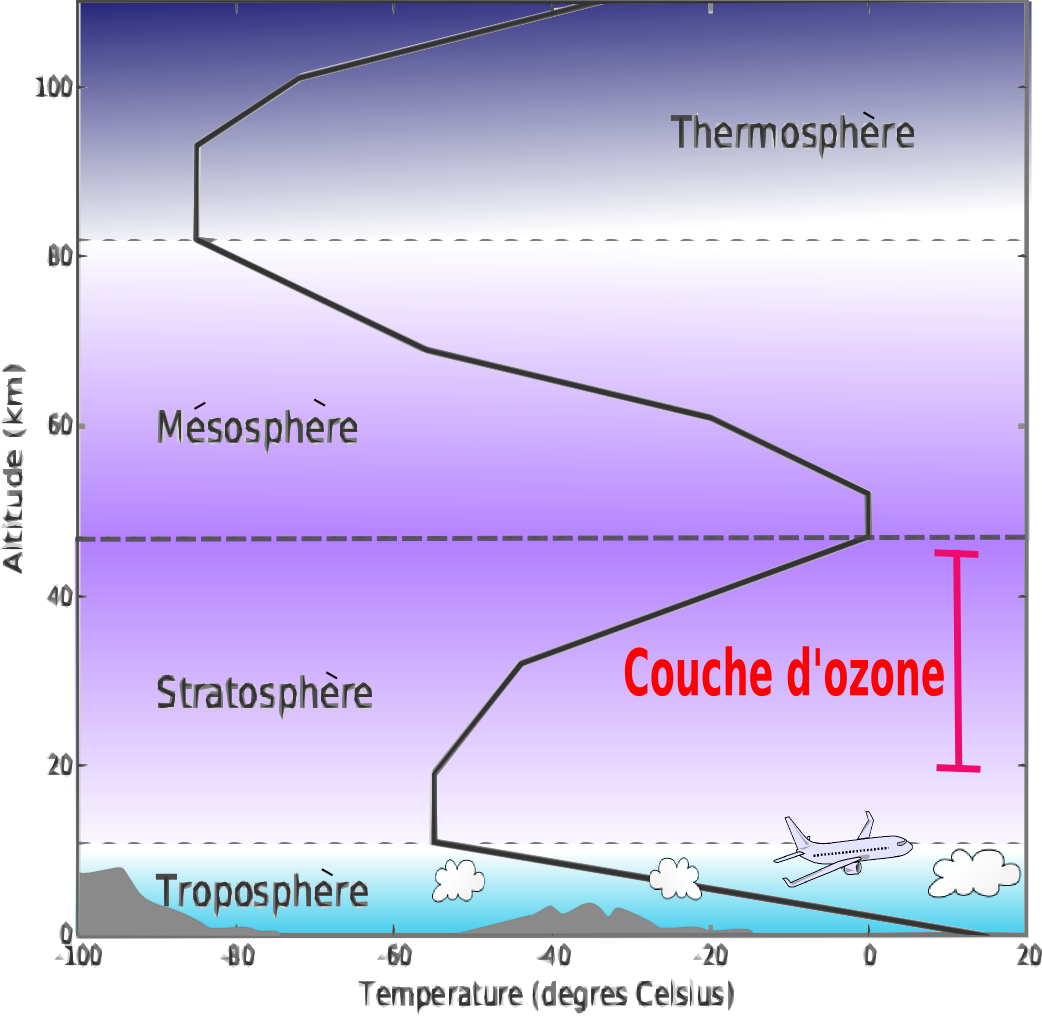
Capes de l'atmosfera.

A l'escorça terrestre, l'ozó (O₃) és considerat una substància molt nociva, ja que es tracta d'un gas molt reactiu que corroeix els materials i, en certes concentracions, irrita les mucoses dels éssers vius. A poca alçada, l'ozó està relacionat amb efectes negatius de la contaminació antropogènica, com la boira fotoquímica (smog fotoquímic) i la pluja àcida.
A l'atmosfera però, quan està neta, les majors concentracions d'ozó es troben entre 19 i 32 quilòmetres d'altitud, a l'anomenada capa d'ozó, a prou distància perquè els seus efectes nocius no malmetin la vida del planeta. A aquesta distància "de seguretat", l'ozó té la funció de filtrar la radiació ultraviolada provinent del sol, i així de fet protegeix la vida terrestre. Als humans els protegeix d'alteracions cutànies i els permet una síntesi de vitamina D (que requereix exposició directa al sol) sense riscos. Cal recordar que no filtra la totalitat de radiació ultraviolada, per això en exposicions llargues al sol, especialment les pells més clares, cal l'ús de crema solar.

## Destrucció de l'ozó estratosfèric
Hi ha diverses substàncies que els humans emeten a l'atmosfera que es consideren contaminants perquè destrueixen l'ozó estratosfèric. En especial, no hi ha res a les capes baixes i intermèdies de l'atmosfera que pugui destruir els freons (popularment coneguts com a CFC o clorofluorcarbonats) que han estat lliurats a la indústria, particularment la del fred i climatització, o a les llars per mitjà dels esprais que en contenen.
Així, els freons floten a la part superior de la troposfera, on ja hi ha prou radiació ultraviolada perquè els trenqui i n'alliberi els ions de clor (Cl), que s'eleven encara més. Aquests àtoms de clor són molt reactius i ràpidament cadascun es combina amb un oxigen (O) d'una molècula d'ozó (O₃), que es trenca. Amb aquesta reacció química es forma un compost de cloroxigen (ClO) i una d'oxigen gas (O₂):
{\displaystyle Cl+O_{3}\longrightarrow ClO+O_{2}}
El cloroxigen resultant, també molt reactiu, encara destrueix un altre ozó: 
{\displaystyle ClO+O\longrightarrow Cl+O_{2}}
L'ús de freó com a refrigerant actualment està prohibit a la Unió Europea, però en tractar-se de gasos que circulen lliurement a l'aire, només cal que es faci servir en un lloc del món perquè el seu efecte es reparteixi, com l'aire, per a tota la resta de la Terra. És un exemple de globalització o qüestió que afecta forçosament la totalitat del planeta.
D'altra banda, legals i menys conegudes són altres substàncies que, també per mitjà de reaccions químiques a les capes altes de l'atmosfera, hi destrueixen les molècules d'ozó. Dos exemples en són els òxids de nitrogen alliberats pels avions de reacció i el bromur de metil (on el brom actua com el clor al cas dels freons) usat en alguns processos d'esterilització.

## Teories oposades
Hi ha teories segons les quals els compostos de la secció anterior en realitat no destrueixen l'ozó, ja que no hi reaccionen perquè una sèrie de reaccions químiques (i en particular el diòxid de nitrogen, NO₂) s'interposen entre el clor (o brom) i l'ozó. Cal recordar que l'aire conté prop d'un 78% de nitrogen i d'un 21% d'oxigen, a més d'altres gasos.
- Segons aquestes teories, d'una banda, el ClO reaccionaria amb NO₂ present a l'aire i ja no podria fer-ho amb un ozó (O₃), que es "salvaria".[3]
- D'altre costat, el NO reaccionaria amb l'oxigen (O₂) creant ozó (O₃), a més de nitrogen gas (N₂). La reacció seria reguladora, n'hi hauria tantes com reaccions consumidores d'ozó. Així, aquesta formació d'ozó compensaria la destrucció d'ozó dels ions clor (o brom) de manera que la concentració final d'ozó no variaria.[3]

Altres teories expliquen que la variació estacional de la concentració d'ozó a l'Antàrtida és deguda a un fenomen meteorològic natural produït per un vòrtex polar que, durant gran part de l'any, impedeix la lliure circulació de l'aire ric en ozó que prové de l'equador.

## Destrucció de la capa d'ozó
La capa d'ozó protegeix a les plantes i els organismes vius del planeta de la radiació UV solar, per això, la seva reducció pot provocar danys al planeta. Majoritàriament aquesta reducció és causada per les emissions antropogèniques dels CFC (clorofluorocarburs o clorofluorocarbonis). Els CFC són compostos químics molt inerts que travessen la troposfera mantenint-se intactes i en arribar a l'estratosfera, hi incideix radiació UV que produeix el trencament dels enllaços C-Cl homolíticament formant-se el radical lliure ·Cl, el responsable de la destrucció de l'ozó duent a terme la següent reacció:
{\displaystyle \mathrm {ClO} +\mathrm {O} \;{\xrightarrow {\;}}\ {\cdot \mathrm {Cl} }+\mathrm {O} _{2}}
{\displaystyle {\cdot \mathrm {Cl} }+\mathrm {O} _{3}\;{\xrightarrow {\;}}\ \mathrm {ClO} +\mathrm {O} _{2}}
___________________________
{\displaystyle \mathrm {O} _{3}+\mathrm {O} \;{\xrightarrow {\;}}\ 2\mathrm {O} _{2}}

### Forat de la capa d'ozó a l'Antàrtida

#### Hivern austral
A l'hivern, es forma un corrent d'aire a l'estratosfera que rodeja els pols, anomenat vòrtex polar. Quan la temperatura és aproximadament -80 °C, l'aire que queda atrapat es refreda produint núvols polars estratosfèrics (PSC), els quals actuen com a catalitzador al proporcionar una superfície per les reaccions en les quals el HCl de la Terra i ClONO₂ es converteixen en molècules de clor reactives. A l'hivern austral de l'Antàrtida com que no hi ha radiació solar els radicals lliures no es formen, tot i així, es duen a terme reaccions heterogènies a la superfície de cristalls de HNO3/H2O (1:3) dels PSC:
{\displaystyle \mathrm {HCl} +\mathrm {ClONO} _{2}\;\rightarrow \;\ \mathrm {Cl} _{2}+\mathrm {HNO} _{3}}
{\displaystyle \mathrm {H} _{2}\mathrm {O} +\mathrm {ClONO} _{2}\;\rightarrow \;\ \mathrm {HOCl} +\mathrm {HNO} _{3}}

#### Primavera austral
Quan comença la primavera austral la radiació solar intervé a la reactivitat, generalment provoca la síntesi de radicals lliures, fet que explica per què la disminució de la capa d'ozó a l'Antàrtida és un fenomen anual: el forat és major a la primavera que a l'hivern. :
- Primer es formen els radicals lliures (·Cl):

{\displaystyle \mathrm {Cl} _{2}\;{\xrightarrow {h\nu }}\;\ {\cdot \mathrm {Cl} }}
{\displaystyle \mathrm {HOCl} \;{\xrightarrow {h\nu }}\;\ {\cdot \mathrm {Cl} }+{\cdot \mathrm {OH} }}
- Un cop s'ha format el ·Cl, es destrueix l'ozó:

{\displaystyle 2\left({\cdot \mathrm {Cl} }+\mathrm {O} _{3}\;\rightarrow \;\ {\mathrm {ClO} \cdot }+\mathrm {O} _{2}\right)}
La següent reacció és la més lenta del procés ja que és de tercer ordre, quan pot transcórrer més ràpidament és quan la concentració de ClO· és elevada:
{\displaystyle {\cdot \mathrm {ClO} }+{\cdot \mathrm {ClO} }+\mathrm {M} \;\rightarrow \;\ \mathrm {ClOOCl} +\mathrm {M} }
{\displaystyle \mathrm {ClOOCl} \;{\xrightarrow {h\nu }}\;\ {\mathrm {ClOO} \cdot }+{\cdot \mathrm {Cl} }}
El ClOO· es pot descompondre fotolíticament o bé per col·lisió d'un tercer cos:
{\displaystyle {\mathrm {ClOO} \cdot }\;{\xrightarrow {h\nu }}\;\ \mathrm {O} _{2}+{\cdot \mathrm {Cl} }}
{\displaystyle {\mathrm {ClOO} \cdot }+\mathrm {M} \;\rightarrow \;\ {\cdot \mathrm {Cl} }+\mathrm {O} _{2}+\mathrm {M} }
__________________________________________________________
{\displaystyle 2\mathrm {O} _{3}\;{\xrightarrow {h\nu }}\;\ 3\mathrm {O} _{2}}

## Sistemes de control de l'ozó
- Espectrofotòmetre Dobson

- DIAL (Differential absortion LIDAR:[7]

Tècnica que serveix per deduir la concentració d'ozó atmosfèrica mitjançant les propietats d'absorció de l'ozó.
La tècnica consisteix a enviar un feix de làser a dues longituds d'ona diferents(una d'elles s'ha d'absorbir més en el component que l'altre) cap a l'atmosfera i aquests retornen.
Per fer mesures de l'ozó a la troposfera s'utilitzen longituds d'ona de 289 i 299nm; en canvi per fer les mesures a l'estratosfera les longituds d'ona són 308 i 351nm.
- OMI (Ozone monitoring instrument):[8]

Instrument que proporciona dades de la concentració d'ozó troposfèric distingint entre les diferents partícules d'aerosols que es pugui trobar com per exemple el fum, pols, sulfats entre d'altres.
És molt precís i exacte perquè utilitza imatges hiperespectrals per observar la radiació de retrodispersió solar en UV i Visible.
- Ozosonda:[9]

És un globus aerostàtic que transporta l'instrument que fa les mesures acoblat a una radiosonda meteorològica convencional. El globus ascendeix a una altitud màxima de 35km, a mesura que ascendeix, les estacions van rebent les dades que proporciona de l'ozó i de les mesures meteorològiques com la pressió, temperatura i humitat.
L'instrument que detecta l'ozó és una cel·la electroquímica (ECC) amb una solució diluïda de iodur de potassi, quan aquest reacciona amb l'ozó transmet un corrent elèctric feble proporcional a la concentració d'ozó de l'aire mostrejat.